# İmam bayıldı
İmam bayıldı (turcă pentru "Imam a căzut [de bucurie] într-un lesin"; greaca modernă: Ιμάμ Μπαϊλντί; Imam Baildi) este în Turcia, Albania, Bulgaria și Grecia un fel de mâncare popular cu vinete fierte înăbușite, umplute cu legume. Conform legendei, un Imam (lider rugăciune) a căzut într-un lesin  de încântare, când a probat prima dată ceva extrem de delicios la gust – de unde și numele rețetei.
La pregătire vinetele sunt decojite pe lungime, astfel încât din loc în loc să rămână, patru până la șase dungi, de lățime de aproximativ un centimetru. Apoi sunt murate în apă sărată, astfel încât acestea să nu devină maro. Între timp, se pregătește umplutura, constând din cubulețe de rosii, ardei verde dulceag, fin tocat, pătrunjel bine tocat, ceapă foarte fin tocată, usturoi si diverse condimente – în versiunea clasică, sare, cimbru, piper negru, nucșoară și/sau scorțișoară și un pic de zahăr. Unii bucătari folosesc sardele fin tocate. Apoi, vinetele sunt uscate prin tamponare și umplute cu compoziția făcută. Se pun într-o tavă, se toarnă peste ele un amestec de bulion cald și ulei de măsline și se gătesc la cuptor, la foc mediu, timp de aproximativ 45 de minute.
İmam bayıldı poate fi servit fierbinte cu orez sau alte garnituri sau rece, ca aperitiv.
În mod similar, este pregătit un alt fel de mâncare turcesc: Patlıcan karnıyarık. Principala diferență este compoziția, care are în plus carne tocată. Patlıcan karnıyarık este servit cald.

## Literatură
- Adil Beytorun, Roswitha Beytorun: Aus türkischen Küchen. BLV, München, 1984, ISBN 3-405-13205-3, (BLV, Idee und Praxis / Essen und genießen 525/526).